# El Pedregal, Tlalnepantla
El Pedregal är en ort i Mexiko.   Den ligger i kommunen Tlalnepantla och delstaten Morelos, i den sydöstra delen av landet, 50 km söder om huvudstaden Mexico City. El Pedregal ligger 1 984 meter över havet och antalet invånare är 507.
Terrängen runt El Pedregal är kuperad åt sydost, men åt nordväst är den bergig. Terrängen runt El Pedregal sluttar söderut. Runt El Pedregal är det ganska tätbefolkat, med 230 invånare per kvadratkilometer. Närmaste större samhälle är Yautepec, 16,4 km sydväst om El Pedregal. I omgivningarna runt El Pedregal växer huvudsakligen savannskog.